# فيس إن أرتويز
فيس إن أرتويز (بالفرنسية: Vis-en-Artois)‏ هي بلدية تقع في إقليم باد كاليه من منطقة نور با دو كاليه في شمال فرنسا. تبلغ مساحة هذه المدينة 6.42 (كم²)، وترتفع عن سطح البحر 68 م، يبلغ عدد سكانها 566 نسمة حسب إحصاء المعهد الوطني للإحصاء والدراسات الاقتصادية سنة 2009 م. وترأس Christian Thiévet البلدية خلال فترة (2008-2014).